# ロベルト・サンタマリア
ロベルト・サンタマリア・シプリアン（Roberto Santamaría Ciprián ,  1985年2月27日 - ）は、スペイン・ナバラ州パンプローナ出身の元プロサッカー選手。現役時代のポジションはGK。弟のミケル・サンタマリアもサッカー選手である。

## 来歴
カンテラ時代を地元のCAオサスナで過ごし、2004年にBチームでプロデビュー。2006年にUDラス・パルマスに移籍。2シーズンをBチームでプレーし、2007-08シーズンにセグンダ・ディビシオン所属のトップチームに昇格。2008年2月23日のセルタ・デ・ビーゴ戦でトップチーム初出場し、1-0の完封勝利でデビューした。
2009-10シーズンはマラガCFにローン移籍。グスタボ・ムヌアの控えに止まり、コパ・デル・レイでの出場に止まる。
以降は2014-15シーズンに古巣のオサスナに復帰したものの、ジローナFC、RCDマヨルカなど、セグンダ・ディビシオンなどの下部リーグを渡り歩いた。
2018年1月27日、当時ラ・リーガ昇格争いを繰り広げていたSDウエスカに移籍。チームは2017-18シーズン2部リーグで2位で終え、チーム創設58年目にして初のトップリーグに昇格。チームは新たにGKのポジションにアクセル・ウェルネルやアレクサンダル・ヨヴァノヴィッチなどを獲得し、強化を計るものの、ラ・リーガ1年目の2018-19シーズンは、トップリーグの壁に当たり、開幕から低迷。10月10日に監督に就任したフランシスコ・ロドリゲスは、ウェルネルからヨヴァノヴィッチに正GKを変更したものの、チーム状況は変わらず、ロドリゲス監督は第3GKだったサンタマリアを正GKに起用。12月23日のバレンシアCF戦で、33歳10ヶ月で念願のリーガ初出場。試合は前半にダニエル・パレホに先制され、後半にクチョ・エルナンデスのゴールで同点に追いつき、勝ち点1獲得目前となった後半追加タイムにクリスティアーノ・ピッチーニに勝ち越しゴールを決められ、リーガデビュー戦を勝利で飾ることは出来なかった。しかし、その後2019年1月27日のレアル・ソシエダ戦を0-0で終え、リーガ初のクリーンシートを達成。続く2月2日のレアル・バリャドリード戦は、4-0でリーガ初勝利を完封勝利で飾り、更に9日のジローナFC戦も2-0で勝利し、3試合連続クリーンシートを達成した。
2019年11月27日、ラージョ・バジェカーノに移籍。
2020年9月1日、UDログロニェスに移籍。
2021年7月13日、SDアモレビエタに移籍。